# Bộ Cá chìa vôi
Bộ Cá chìa vôi (danh pháp khoa học: Syngnathiformes) là một bộ cá vây tia bao gồm các loài cá chìa vôi và cá ngựa.. Một số tài liệu về động vật học của Việt Nam còn gọi bộ này là Bộ Cá ngựa, theo tên gọi chung của các loài thuộc chi Hippocampus, tuy nhiên Wikipedia chọn tên gọi Bộ Cá chìa vôi, lấy theo tên gọi chung của chi Syngnathus.
Các loài cá này có thân dài và hẹp được bao quanh bởi hàng loạt các vòng từ chất xương và có miệng nhỏ hình ống. Một số nhóm sinh sống trong rong biển và bơi với thân đứng thẳng, một kiểu ngụy trang với mục đích nhằm hòa lẫn với thân của rong, rêu, tảo.
Tên gọi "Syngnathiformes" nghĩa là "hàm nối/chắp lại", có nguồn gốc từ tiếng Hy Lạp syn nghĩa là "cùng, với", gnathos nghĩa là "hàm, miệng" và tiếng Latinh forma nghĩa là "hình dạng".

## Phân loại
Trong Nelson và ITIS nhóm các loài cá này được đặt trong phân bộ Syngnathoidei của bộ Gasterosteiformes cùng với cá gai và các họ hàng của chúng. Trong FishBase các nhóm này được coi là các bộ có quan hệ chị em.
FishBase liệt kê 5 họ:
- Aulostomidae (cá cocnê và cá kèn)
- Centriscidae (cá múa đít, cá mỏ dẽ)[5]
- Fistulariidae (Họ Cá mõm ống, cá cocnê)
- Solenostomidae (cá chìa vôi giả, cá chìa vôi ma và cá miệng ống)
- Syngnathidae (cá chìa vôi và cá ngựa)

Tuy nhiên, nghiên cứu phát sinh chủng loài năm 2008 cho thấy bộ Gasterosteiformes là đa ngành và Syngnathoidei cùng Dactylopteroidei tạo thành một nhóm đơn ngành, mối quan hệ chị-em của Gasterosteoidei (trừ họ Indostomidae) với Zoarcoidei được xác nhận, trong khi Indostomidae lồng sâu trong bộ Synbranchiformes.
Trong ấn bản lần 5 của Fishes of the World năm 2016, bộ này bao gồm:
- Bộ Syngnathiformes
  - Phân bộ Syngnathoidei
    - Liên họ Pegasoidea
      - Họ Pegasidae

    - Liên họ Syngnathoidea
      - Họ Solenostomidae
      - Họ Syngnathidae
        - Phân họ Syngnathinae
        - Phân họ Hippocampinae

  - Phân bộ Aulostomoidei
    - Liên họ Aulostomoidea
      - Họ Aulostomidae
      - Họ Fistulariidae

    - Liên họ Centriscoidea
      - Họ Macropamphosidae
      - Họ Centriscidae
      - Họ Dactylopteridae

Nghiên cứu của Betancur và ctv (2013), phiên bản sửa đổi ngày 30-7-2014, cũng như phiên bản 2017 và của Longo et al. (2017) đã định nghĩa lại bộ này như sau (với bổ sung các họ hóa thạch từ Laan (2018):
Bộ Syngnathiformes
- Nhánh "mõm dài":
  - Phân bộ Syngnathoidei:
    - Aulostomidae Rafinesque, 1815
    - Centriscidae Bonaparte, 1831
    - Fistulariidae Stark, 1828
    - Solenostomidae Nardo, 1843
    - Syngnathidae Bonaparte, 1831
    - † Eekaulostomidae Cantalice & Alvarado-Ortega, 2016
    - † Parasynarcualidae Blot, 1981
    - † Fistularioididae Blot, 1981
- Nhánh cá đáy:
  - Phân bộ Dactylopteroidei: 
    - Dactylopteridae Gill, 1861[13]
    - Pegasidae Bonaparte, 1831[14]
    - † Pterygocephalidae Clark Hubbs, 1952

  - Phân bộ Callionymoidei:
    - Callionymidae Bonaparte, 1831[15]
    - Draconettidae Jordan & Fowler, 1903[15]

  - Phân bộ Mulloidei:
    - Mullidae Rafinesque, 1815[15]
- Incertae sedis:
  - † Aulorhamphidae Tyler, 2004
  - † Gerpegezhidae Bannikov & Carnevale, 2012
  - † Paraeoliscidae Blot, 1981
  - † Rhamphosidae Gill, 1884
  - † Urosphenidae Gill, 1884

## Phát sinh chủng loài
Phát sinh chủng loài vẽ theo Longo et al. (2017) và Betancur et al. (2017).

|  | Dactylopteridae |
|  |                 |
|  | Pegasidae       |
|  |                 |

| Mulloidei      | Mullidae                                                        |
|                | Mullidae                                                        |
| Callionymoidei | \| \| Callionymidae \| \| \| \| \| \| Draconettidae \| \| \| \| |
|                | \| \| Callionymidae \| \| \| \| \| \| Draconettidae \| \| \| \| |
|                | Callionymidae                                                   |
|                |                                                                 |
|                | Draconettidae                                                   |
|                |                                                                 |

|  | Callionymidae |
|  |               |
|  | Draconettidae |
|  |               |

|  | Dactylopteridae |
|  |                 |
|  | Pegasidae       |
|  |                 |

| Mulloidei      | Mullidae                                                        |
|                | Mullidae                                                        |
| Callionymoidei | \| \| Callionymidae \| \| \| \| \| \| Draconettidae \| \| \| \| |
|                | \| \| Callionymidae \| \| \| \| \| \| Draconettidae \| \| \| \| |
|                | Callionymidae                                                   |
|                |                                                                 |
|                | Draconettidae                                                   |
|                |                                                                 |

|  | Callionymidae |
|  |               |
|  | Draconettidae |
|  |               |

|  | Centriscidae                                                   |
|  |                                                                |
|  | \| \| Aulostomidae \| \| \| \| \| \| Fistulariidae \| \| \| \| |
|  |                                                                |
|  | Aulostomidae                                                   |
|  |                                                                |
|  | Fistulariidae                                                  |
|  |                                                                |

|  | Aulostomidae  |
|  |               |
|  | Fistulariidae |
|  |               |

|  | Solenostomidae |
|  |                |
|  | Syngnathidae   |
|  |                |

|  | Centriscidae                                                   |
|  |                                                                |
|  | \| \| Aulostomidae \| \| \| \| \| \| Fistulariidae \| \| \| \| |
|  |                                                                |
|  | Aulostomidae                                                   |
|  |                                                                |
|  | Fistulariidae                                                  |
|  |                                                                |

|  | Aulostomidae  |
|  |               |
|  | Fistulariidae |
|  |               |

|  | Solenostomidae |
|  |                |
|  | Syngnathidae   |
|  |                |

|  | Dactylopteridae |
|  |                 |
|  | Pegasidae       |
|  |                 |

| Mulloidei      | Mullidae                                                        |
|                | Mullidae                                                        |
| Callionymoidei | \| \| Callionymidae \| \| \| \| \| \| Draconettidae \| \| \| \| |
|                | \| \| Callionymidae \| \| \| \| \| \| Draconettidae \| \| \| \| |
|                | Callionymidae                                                   |
|                |                                                                 |
|                | Draconettidae                                                   |
|                |                                                                 |

|  | Callionymidae |
|  |               |
|  | Draconettidae |
|  |               |

|  | Dactylopteridae |
|  |                 |
|  | Pegasidae       |
|  |                 |

| Mulloidei      | Mullidae                                                        |
|                | Mullidae                                                        |
| Callionymoidei | \| \| Callionymidae \| \| \| \| \| \| Draconettidae \| \| \| \| |
|                | \| \| Callionymidae \| \| \| \| \| \| Draconettidae \| \| \| \| |
|                | Callionymidae                                                   |
|                |                                                                 |
|                | Draconettidae                                                   |
|                |                                                                 |

|  | Callionymidae |
|  |               |
|  | Draconettidae |
|  |               |

|  | Centriscidae                                                   |
|  |                                                                |
|  | \| \| Aulostomidae \| \| \| \| \| \| Fistulariidae \| \| \| \| |
|  |                                                                |
|  | Aulostomidae                                                   |
|  |                                                                |
|  | Fistulariidae                                                  |
|  |                                                                |

|  | Aulostomidae  |
|  |               |
|  | Fistulariidae |
|  |               |

|  | Solenostomidae |
|  |                |
|  | Syngnathidae   |
|  |                |

|  | Centriscidae                                                   |
|  |                                                                |
|  | \| \| Aulostomidae \| \| \| \| \| \| Fistulariidae \| \| \| \| |
|  |                                                                |
|  | Aulostomidae                                                   |
|  |                                                                |
|  | Fistulariidae                                                  |
|  |                                                                |

|  | Aulostomidae  |
|  |               |
|  | Fistulariidae |
|  |               |

|  | Solenostomidae |
|  |                |
|  | Syngnathidae   |
|  |                |

## Lưu ý
Tên gọi cá chìa vôi trong tiếng Việt còn được dùng để chỉ một loài cá biển/nước lợ với danh pháp khoa học Crenidens sarissophorus (danh pháp không còn hiệu lực, theo FishBase thì C. sarissophorus Cantor, 1849 là đồng nghĩa gốc của Proteracanthus sarissophorus (Cantor, 1849) - một loài cá biển hoặc nước lợ ở tây trung Thái Bình Dương, thuộc họ Ephippidae (nguyên thuộc bộ Perciformes, hiện nay xếp trong bộ Ephippiformes); trong khi chi Crenidens thuộc họ Sparidae hiện được công nhận 3 loài là C. crenidens (Forsskål, 1775), C. indicus Day, 1873 và C. macracanthus Günther, 1874 cũng là cá biển nhưng chỉ có ở Ấn Độ Dương.